# McKee Anderson
McKee Anderson, née le 17 juillet 1945, est une actrice américaine.

## Biographie
Elle est principalement connue pour le rôle de Helen Cooper dans le remake La Nuit des morts-vivants (Night of the Living Dead) de Tom Savini.

## Filmographie

### Cinéma
- 1990 : La Nuit des morts-vivants (Night of the Living Dead) de Tom Savini : Helen Cooper
- 1998 : Opération Delta Force 3 : Leslie
- 2016 : A Fighting Chance (court-métrage) : Jennifer Kramer
- 2021 : A Letter on Loss (court-métrage) : Dr Ross

### Télévision
- 1979 : Like Normal People (Téléfilm) : Dorothy
- 1979 : Mirror, Mirror : Annie
- 1980 : The White Shadow (série TV) (1 épisode) : Mrs. Johnson
- 1980 : Un Ange sur le dos (Téléfilm)
- 1981 : Broken Promise (Téléfilm) : Nancy Sloan
- 1981 : Chips : Claire
- 1981 : Sizzle (Téléfilm) : l'infirmière
- 1983 : Cagney et Lacey (série TV) (1 épisode) : Sandra
- 1983 : Kennedy contre Hoffa (Téléfilm) : Ethel Kennedy